# Lorenzo Bernucci

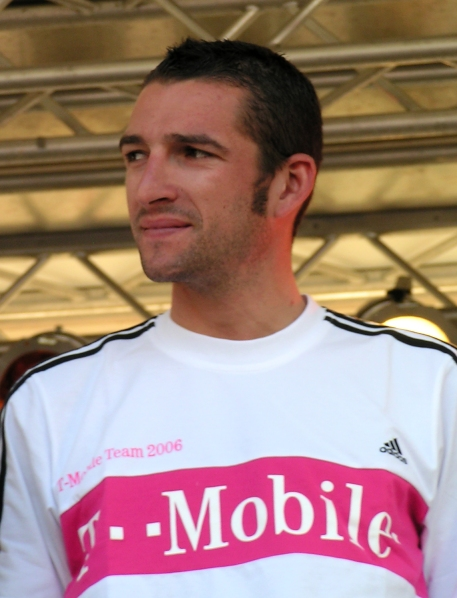
Lorenzo Bernucci bei der Deutschland Tour 2006 in Düsseldorf

Lorenzo Bernucci (* 15. September 1979 in Sarzana) ist ein ehemaliger italienischer Radrennfahrer.

## Sportliche Laufbahn
Bernucci wurde 2002 Profi und fuhr bis 2004 für das belgische Radsportteam Landbouwkrediet - Colnago. 2005 wechselte er zum Team Fassa Bortolo. Nach dessen Auflösung im Jahr 2006 ging er zum T-Mobile Team.
Sein größter sportlicher Erfolg war der Sieg bei der 6. Etappe der Tour de France 2005 von Troyes nach Nancy. Zu seinen weiteren Erfolgen zählen Podiumsplätze bei der Luxemburg-Rundfahrt und der Tour de Suisse im Jahr 2005. Außerdem gewann er 2001 bei den Straßen-Weltmeisterschaften die Bronzemedaille in der U23-Klasse und im selben Jahr ebenfalls Bronze bei den Europameisterschaften (U23).
Am 4. September 2007 wurde Bernucci vom T-Mobile Team entlassen, nachdem er positiv auf den Appetitzügler Sibutramin, der seit 2006 auf der Liste der verbotenen Substanzen steht, getestet worden war.
Im Februar 2011 sperrte das Italienische Olympische Komitee (CONI) nicht nur Lorenzo Bernucci selbst für fünf Jahre, sondern verbot seiner gesamten Familie – seiner Frau, seiner Mutter sowie seinem Schwiegervater – für vier Jahre sämtliche Kontakte zum Radsport. Sein Bruder, der Rennfahrer Alessio Bernucci, wurde für drei Jahre gesperrt.

## Erfolge
2000
- Straßen-Weltmeisterschaften – Straßenrennen (U23)
- Straßen-Europameisterschaften – Straßenrennen (U23)

2001
- GP Open de Campania
- Giro del Casentino

2005
- eine Etappe Tour de France

2009
- Mannschaftszeitfahren Settimana Ciclistica Lombarda

## Grand-Tour-Platzierungen
| Grand Tour            | 2002 | 2003 | 2004 | 2005 | 2006 | 2007 | 2008 | 2009 | 2010 | 2011 |
| --------------------- | ---- | ---- | ---- | ---- | ---- | ---- | ---- | ---- | ---- | ---- |
| Giro d’ItaliaGiro     | 76   | 72   | –    | –    | –    | 64   | –    | –    | –    | –    |
| Tour de FranceTour    | –    | –    | –    | 62   | –    | –    | –    | –    | –    | –    |
| Vuelta a EspañaVuelta | –    | –    | –    | 85   | DNF  | DNF  | –    | –    | –    | –    |

## Teams
- 2002 Landbouwkrediet-Colnago
- 2003 Landbouwkrediet-Colnago
- 2004 Landbouwkrediet-Colnago
- 2005 Fassa Bortolo
- 2006 T-Mobile Team
- 2007 T-Mobile Team (bis 04.09.)
- 2008 Cinelli-OPD (ab 06.09.)
- 2009 L.P.R. Brakes-Farnese Vini
- 2010 Lampre-N.G.C.